# The Last Station
(Tagline del film)
The Last Station è un film del 2009 diretto da Michael Hoffman e basato sul romanzo biografico L'ultima stazione - Il romanzo degli ultimi giorni di Tolstoj (Bompiani) dello scrittore Jay Parini. Il film è incentrato sull'ultimo anno di vita di Lev Tolstoj e sulla lotta tra i familiari per il controllo dei suoi beni.

## Trama
Nel 1910, nella tenuta dello scrittore Lev Tolstoj di Jasnaja Poljana, vicino a Mosca, arriva il giovane intellettuale Valentin Bulgakov, che viene assunto da Tolstoj come suo segretario personale. Da tempo lo scrittore russo si è avvicinato a una fede anarchico-cristiana e al credo non-violento ed ha abbracciato il vegetarianismo, arrivando a rinunciare alle sue ricchezze e al diritto d'autore sulle sue opere. Tutto questo ha innescato una lotta che coinvolge i suoi figli, l'amata moglie Sof'ja, che pur amando gelosamente il marito non ne accetta le decisioni, e Vladimir Čertkov, leader del movimento tolstoiano che s'ispira alle idee dello scrittore. Il giovane Valentin si ritrova nel mezzo di questa lotta, incapace di gestire gli avvenimenti. Per sottrarsi alle diatribe familiari Tolstoj lascia infine la propria residenza per recarsi in un luogo segreto dove continuare il suo lavoro indisturbato. Sof'ja, sentendosi abbandonata, tenta il suicidio. Durante il viaggio Tolstoj si ammala e troverà la morte vicino alla stazione ferroviaria di Astapovo, dove Sof'ja lo raggiunge per vederlo un'ultima volta.

## Produzione
Le riprese sono state effettuate in Germania, negli stati della Sassonia-Anhalt, Brandeburgo, Turingia e a Lipsia in Sassonia.

## Distribuzione
Il 18 ottobre 2009 il film è stato presentato in concorso al Festival internazionale del film di Roma 2009. Il film è stato distribuito nelle sale cinematografiche italiane il 28 maggio 2010.

## Riconoscimenti
- 2010 – Premio Oscar
  - Candidatura Miglior attrice a Helen Mirren
  - Candidatura Miglior attore non protagonista a Christopher Plummer
- 2010 – Golden Globe
  - Candidatura Miglior attrice in un film drammatico a Helen Mirren
  - Candidatura - Miglior attore non protagonista a Christopher Plummer
- 2010 – Screen Actors Guild Award
  - Candidatura Migliore attrice protagonista a Helen Mirren
  - Candidatura Miglior attore non protagonista a Christopher Plummer
- 2010 – Independent Spirit Awards
  - Candidatura Miglior film
  - Candidatura Miglior regista a Michael Hoffman
  - Candidatura Miglior attrice protagonista a Helen Mirren
  - Candidatura Miglior attore non protagonista a Christopher Plummer
  - Candidatura Miglior sceneggiatura a Michael Hoffman
- 2009 – Festival internazionale del film di Roma
  - Marc'Aurelio d'Argento per la miglior attrice a Helen Mirren

## Versione Home Video
Il film è stato distribuito in DVD e Blu-Ray il 22 giugno 2010.